# Ulffana
Ulffana var en svensk adelsätt med gemensamt ursprung med Forstenaätten som ändå introducerades 1625 på Sveriges Riddarhus med eget nummer på 153, och utslocknade omkring 1633.
Vapen: ätten förde identiskt vapen med Forstenaätten, av typen sparre över blad.
Bengt Stigsson (Forstenaätten) hade två söner som kallade sig Ulffana:
1. Nils Bengtsson Ulffana. Introducerad 1625 å ättens vägnar under nr 125, vilket nummer sedan ändrades till 153. Försvunnen under kriget.
  1. Gunilla till Boda. Gift före 1650 med Elias Marcusson Kruslock
2. Carl Bengtsson Ulffana till Dunkers storgård och Sunds-Händö i Dunkers socken, Södermanlands län, befann sig i krig 1632 och sägs ha dött 1633 under kriget i Tyskland, där han »förts siuker neder till Wittenbergz län». Han slöt sannolikt ätten på svärdssidan.
  1. Magdalena, levde ännu 1684. Gift omkr. 1645 med kornetten Olof Göransson Hökeflycht, död 1665 eller 1666.
  2. Sofia, död före 1666-05-25. Gift med kaptenen Erik Silfverbrand, nr 508, död före 1658.
  3. N. N., levde 1666. Gift med kvartermästaren Daniel Krigsman.